# Wielowieś (powiat oleśnicki)
Wielowieś – wieś w Polsce położona w województwie dolnośląskim, w powiecie oleśnickim, w gminie Syców.

## Podział administracyjny
| SIMC    | Nazwa        | Rodzaj     |
| ------- | ------------ | ---------- |
| 0209600 | Święty Marek | przysiółek |

W latach 1975–1998 miejscowość należała administracyjnie do województwa kaliskiego.

## Zabytki
Do wojewódzkiego rejestru zabytków wpisane są:
- zespół dworski, Wielowieś Górna, z początku XX w.:
  - dwór
  - park
- park dworski, Wielowieś Średnia, z XVIII w.
- budynki gospodarcze, z połowy XIX, XX w.:
  - stajnia-spichrz
  - obora